# Lésion en droit civil français
Pour les articles homonymes, voir lésion.
Pour un article plus général, voir Lésion (droit).
 (novembre 2016).
En droit français, la lésion est le préjudice qu'éprouve une partie dans un contrat ou dans un partage. En droit privé, la lésion est un important défaut d'équivalence entre les prestations des parties au moment de la conclusion du contrat. C'est un déséquilibre financier entre les prestations.
La lésion ne concerne que les ventes d'immeubles, la vente d'engrais, la cession des droits d'auteur et la vente de produits agricoles et de pêche en situation de crise conjoncturelle. Elle n'est pas possible en dehors de ces cas. Elle ne s'apprécie qu'au moment de la conclusion du contrat. Seul le vendeur peut s'en prévaloir. Il dispose d'un délai de 2 ans pour agir. La lésion se distingue du prix dérisoire, car celui-ci équivaut à une absence de prix. Elle ne peut concerner les contrats aléatoires.
La règle était posée par l'article 1674 du Code civil français et le délai pour agir est de 2 ans.
L'action en rescision pour lésion est également envisageable à l'encontre d'un partage successoral en cas de lésion de plus du quart (articles 889 et suivants du Code civil français).
Le délai pour agir est alors de 5 ans à compter du partage.
Toutefois, ce délai est ramené à 2 ans par l'article 8 de la Loi no 2006-728 du 23 juin 2006 portant réforme des successions et des libéralités. La règle d'application dans le temps de cette réforme est la suivante : « [Ces] dispositions [...] sont applicables, dès l'entrée en vigueur de la présente loi, aux indivisions existantes et aux successions ouvertes non encore partagées à cette date » (article 47 de ladite loi). Laquelle loi est entrée en vigueur le 1er janvier 2007.
Il ne faut cependant pas confondre la lésion qui existe dès la conclusion du contrat et l'imprévision. Cette dernière est une « différence d'équivalence » qui se développe durant l'exécution du contrat. Les juges ont longtemps refusé la théorie de l'imprévision, mais celle-ci a été introduite à l'article 1195 du Code civil à l'occasion de la réforme du droit des contrats de 2016.

## Méthode de calcul
Dans le cas d'un partage (rescision en cas de lésion du plus du quart) : si l'on nomme M la masse globale à partager, N le nombre total des copartageants (les copartageants qui représentent un même héritier ne sont comptés que pour un) et P la part attribuée au demandeur en rescision, il y aura lésion si P < (3 × M) / (4 × N).
Dans le cas d'une vente (rescision en cas de lésion de plus de sept douzièmes) : si l'on nomme P le prix effectivement reçu par le vendeur potentiellement lésé et V la valeur du bien au jour de la vente, il y aura lésion si P < (5/12)V. En d'autres termes, le vendeur est lésé si le prix qu'il a perçu est inférieur à cinq douzièmes de sa valeur réelle, ce qui suppose donc qu'il a été lésé de plus de 7/12 du prix réel du bien au moment de la vente initiale.
Il ne faut surtout pas confondre le fait que la lésion doit être d'au moins 7/12ème du prix réel pour que le vendeur ait subi un préjudice et le mode de calcul où le prix perçu par le vendeur doit être inférieur à 5/12e de la valeur pour que son préjudice par rapport à celle-ci soit de 7/12e (7/12ème + 5/12ème = 12/12 soit le prix réel du bien).
Exemple de lésion au 7/12 :
Un immeuble est vendu 49 000 euros, alors que sa valeur réelle est de 120 000 euros. On effectue le calcul suivant pour savoir s'il est nécessaire d'opérer une rescision pour lésion : 120 000 x (5/12) = 50 000. Le bien ayant été vendu à 49000 euros et non au moins 50.000 euros (5/12ème) il y a lésion puisque le vendeur a perçu moins que la valeur du bien dont l'on retranche 7/12ème (120000 - 70000 euros = 50000 euros), autrement dit sa perte par rapport au prix réel est de plus de 7/12ème de ce dernier.
La sanction de la lésion devrait normalement être la nullité du contrat. Mais pour l'éviter, l’article 1681 du Code Civil donne la possibilité à l’acquéreur d'offrir au vendeur de payer le complément du prix auquel il aurait dû effectivement payer l'objet du contrat et exécuter son obligation, c'est en d'autres termes un rachat de la lésion.
Pour  racheter la lésion et continuer à bénéficier du bien vendu, la loi permet donc à  l'acquéreur d'effectuer au vendeur, un paiement  correspondant au supplément du juste prix. Le supplément du juste prix est la différence de prix dû par l'acquéreur pour atteindre le juste prix (5/12ème du prix total). Le juste prix étant le prix auquel, la lésion est éteinte.
Dans l'exemple précédent, le supplément de juste prix à verser au vendeur est ainsi de 1000 euros, correspondant à la différence entre le juste prix (50000 euros , soit 5/12 ème du prix total) et le prix déjà payé pour le bien (49000 euros).
La loi autorise également une amende au vendeur correspondant à la déduction du dixième du prix total du bien (Soit 1200 euros dans l'exemple précédent). 
On pourrait donc croire que le vendeur doit 200 euros à l'acquéreur (1000 euros -1200 euros). Dans une telle situation, cette déduction du dixième du prix total ne sera pas appliquée, car la loi précise que la rescision pour lésion n'a pas lieu en faveur de l'acheteur.  